# 艺声媒体作品列表
艺声媒体作品列表，主要列举韩国艺人艺声历年参与的电影、电视剧、MV、综艺节目、电台、音乐舞台等。

## 節目主持
放送中

| 日期                                       | 電視台      | 節目名稱                         | 備註                   |
| 2008年1月26日﹣3月29日                     | ComedyTV    | 了不得的外出第3季 기막힌 외출3   | 主持                   |
| 2008年7月                                  | MBCevery1   | 偶像軍團                         | 主持                   |
| 2009年6月                                  | KBS JOY     | 花美男的包車 꽃미남 포차         | 主持                   |
| 2010年7月21日－2011年3月29日               | MBC Drama   | 愛情追緝者 러브추격자            | 主持                   |
| 2010年9月4日－11月20日                     | TrendE      | The Muzit 더 뮤지트              | 主持                   |
| 2010年12月8日－2011年3月30日               | MBC         | Super Junior的先見之明           | 主持                   |
| 2017年10月9日-11月17日                     | Naver TV    | SJ returns                       | 主持                   |
| 2018年1月26日-4月13日                      | XtvN、tvN   | SUPER TV                         | 主持                   |
| 2018年3月21日-6月6日                       | Channel A   | 給你宇宙                         | 固定演出               |
| 2018年6月7日-8月23日                       | XtvN        | SUPER TV 第二季                  | 主持                   |
| 2019年9月9日-10月20日                      | Naver TV    | SJ returns 3                     | 主持                   |
| 2020年7月16日-2021年3月18日 ,2021年7月29日 | KNTV        | SUPER JUNIORのアイドルVSアイドル | 主持（與利特共同主持） |
| 2021年8月3日 - 2021年8月17日               | JTBC Voyage | 漫威未來革命                     |                        |
| 2021年12月29日 - 2022年2月16日             | MBC         | 我們成爲家人了                   |                        |

## 電台主持
- 2006年：《SuperJunior 藝聲的 Miracle For You》
- 2010年：《Kiss The Radio》代班主持

## 舞台劇
- 2009年：《南漢山城남한산성》音樂劇 飾演：鄭命壽 정명수
- 2010年：《洪吉童홍길동》音樂劇 (與同隊隊員李晟敏同為主角) 飾演：洪吉童 홍길동
- 2010年：《Spamalot火腿騎士스팸어랏》音樂劇 飾演：Galahad 갈라하드
- 2018年：《Maybe Happy Endingメイビー、ハッピーエンド》音樂劇 飾演：Oliver オリバー
- 2018年：《ALTAR BOYZ》音樂劇 飾演：Matthew マシュー
- 2019年：《ALTAR BOYZ》音樂劇 飾演：Matthew マシュー 2019年2月8日（金）〜9日（土）大阪

## 電視劇
- 2015年：JTBC《錐子》飾演 黃俊哲
- 2017年：OCN《Voice》飾演 吳賢浩

## 電影
- 2007年7月：《花美男連環恐怖襲擊事件》
- 2011年11月：《Super Show 3 SJ演唱会3D电影》
- 2012年5月：《I AM. - SM家族青春傳記電影》
- 2012年12月：《SMTOWN东京巨蛋演唱会3D电影》
- 2013年8月：《Super Show 4 SJ演唱会3D电影》
- 2016年11月：《My Korean Teacher》(いきなり先生になったボクが彼女に恋をした) 飾演：ヨンウン(英雄)（男主角） 女主角：佐佐木希
- 2022年4月7日：《推土機上的少女》飾演 高有錫（刑警）

## 演唱會

### 韓國

#### 首次個人演唱會
《Sweet Coffee》
| 日期                             | 演唱會會站次 | 舉行地點                          |
| 2016年6月3日至5日、6月17日至19日 | 首爾站       | SMTOWN Coex Artium SMTOWN Theatre |
| 2016年8月5日至7日                | 首爾站       | SMTOWN Coex Artium SMTOWN Theatre |

#### 第二次演唱會
《春悲》
| 日期                | 演唱會會站次 | 舉行地點       |
| 2017年5月13日至14日 | 首爾站       | 首爾BlueSquare |

#### 第三次個人演唱會，第一次亞洲巡迴演唱會『unfading sense』
| 日期              | 演唱會會站次 | 舉行地點                     |
| 2023年10月21-22日 | 首爾站       | YES24 LIVE HALL              |
| 2023年11月10日    | 雅加達站     | The Kasablanka               |
| 2023年11月25日    | 台北站       | 臺北流行音樂中心表演廳       |
| 2023年12月2日     | 名古屋站     | 名古屋國際會議場世紀廳       |
| 2023年12月5日     | 大阪站       | Festival Hall                |
| 2023年12月16日    | 曼谷站       | Bhiraj Hall at BITEC Bang Na |
| 2023年12月19日    | 東京站       | 東京國際論壇A廳              |
| 2024年1月6日      | 馬尼拉站     | NEW FRONTIER THEATER         |
| 2024年1月13日     | 澳門站       | 百老匯舞台                   |

#### 第四次個人演唱會，第二次亞洲巡迴演唱會『It’s Complicated 』
| 日期             | 演唱會會站次 | 舉行地點                                                       | 備註                     |
| 2025年1月18-19日 | 首爾站       | YES24 LIVE HALL／예스24 라이브홀                               | 成員利特、厲旭及圭賢參加 |
| 2025年2月8日     | 曼谷站       | KBank Siam Pic-Ganesha Theatre／โรงละครเคแบงก์สยามพิฆเนศ         |                          |
| 2025年2月22日    | 香港站       | AsiaWorld-Expo／亞洲國際博覽館                                 |                          |
| 2025年2月28日    | 新加坡站     | The Theatre at Mediacorp                                       |                          |
| 2025年3月2日     | 澳門站       | Macau Studio City Event Center／新濠影滙綜藝館                 |                          |
| 2025年3月7-8日   | 台北站       | Taipei International Convention Center／台北國際會議中心／TICC |                          |
| 2025年4月4-6日   | 東京站       | Tachikawa Stage Garden／立川ステージガーデン                   |                          |
| 2025年4月12日    | 吉隆坡站     | Zepp Kuala Lumpur                                              |                          |

### 日本個人巡迴演唱會

#### 首次個人巡迴演唱會，共16場[1]
《SUPER JUNIOR-YESUNG JAPAN TOUR 2016 ～BOOKS～》
| 日期           | 演唱會會站次   | 舉行地點           |
| 2016年9月1日   | 大阪站第一場   | 大阪國際會議場     |
| 2016年9月2日   | 大阪站第二場   | 大阪國際會議場     |
| 2016年9月3日   | 大阪站第三場   | 大阪國際會議場     |
| 2016年9月8日   | 名古屋站第一場 | 名古屋国際会議場   |
| 2016年9月9日   | 名古屋站第二場 | 名古屋国際会議場   |
| 2016年9月20日  | 橫濱站第一場   | 橫濱國際平和會議場 |
| 2016年9月21日  | 橫濱站第二場   | 橫濱國際平和會議場 |
| 2016年10月9日  | 石川站第一場   | 本多之森HALL       |
| 2016年10月10日 | 石川站第二場   | 本多之森HALL       |
| 2016年10月15日 | 廣島站第一場   | 上野學園HALL       |
| 2016年10月16日 | 廣島站第二場   | 上野學園HALL       |
| 2016年10月21日 | 福岡站第一場   | 福岡太陽宮         |
| 2016年10月22日 | 福岡站第二場   | 福岡太陽宮         |
| 2016年10月23日 | 福岡站第三場   | 福岡太陽宮         |
| 2016年11月22日 | 東京站第一場   | 東京國際論壇大樓   |
| 2016年11月23日 | 東京站第二場   | 東京國際論壇大樓   |

#### 第二次個人巡迴演唱會，共6場
《SUPER JUNIOR-YESUNG Special Live 2017 ～Y's Song～》
| 日期                   | 演唱會會站次 | 舉行地點           |
| 2017年6月14日至6月15日 | 大阪站       | 大阪節慶音樂廳     |
| 2017年6月29日至6月30日 | 橫濱站       | 橫濱國際平和會議場 |
| 2017年7月4日至7月5日   | 名古屋站     | 名古屋國際會議場   |

#### 第三次個人巡迴演唱會，共7場
《SUPER JUNIOR-YESUNG Special Live ～Y’s STORY～》
| 日期                   | 演唱會會站次 | 舉行地點           |
| 2019年2月20日          | 福岡站       | Zepp Fukuoka       |
| 2019年2月27日至2月28日 | 大阪站       | Zepp Osaka Bayside |
| 2019年3月6日至3月7日   | 名古屋站     | Zepp Nagoya        |
| 2019年3月13日至3月14日 | 東京站       | Toyosu PIT         |

#### 第四次個人巡迴演唱會，共4場
《SUPER JUNIOR-YESUNG LIVE TOUR 君という桜の花びらが僕の心に舞い降りた》
- Yessay EP.23 Youtube （页面存档备份，存于） 東京演唱會後台紀錄：2023年6月28日
- 富士電視台放送 （页面存档备份，存于）：2023年8月20日　22:00～23:30（日本時間）

| 日期          | 演唱會會站次         | 舉行地點                       | 備註                                                                                       |
| 2023年6月3日  | （取消）大阪站第一場 | 歐力士劇場／オリックス劇場     | 因颱風瑪娃（Mawar）影響 （页面存档备份，存于），延期至2023年7月17日 （页面存档备份，存于） |
| 2023年6月4日  | 大阪站第二場         | 歐力士劇場／オリックス劇場     |                                                                                            |
| 2023年6月17日 | 東京站第一場         | 幕張展覽館／幕張イベントホール | 成員銀赫、東海參加 （页面存档备份，存于）                                                  |
| 2023年6月18日 | 東京站第二場         | 幕張展覽館／幕張イベントホール |                                                                                            |
| 2023年7月17日 | （補）大阪站第一場   | 歐力士劇場／オリックス劇場     | 成員圭賢參加                                                                               |

### 台灣

#### 《YESUNG Spring Falling 2nd Mini Album Special Event in Taipei》
| 日期         | 演唱會會站次 | 舉行地點     |
| 2017年6月2日 | 台北站       | ATT SHOW BOX |